# 造反有理
造反有理（ぞうはんゆうり）とは「造反に理が有り」の中国語、つまり謀反側や反乱者こそ正義が持っているのこと。「革命無罪」と並び中華人民共和国の文化大革命で紅衛兵が掲げたスローガンである。

## 概要
1939年、革命根拠地の延安で開かれたスターリン生誕60年祝賀大会で毛沢東が語った言葉「マルクス主義の道理は入り組んでいるが、つまるところ一言に尽きる。造反有理だ」に由来する。
日本でも1960年代末の大学紛争期において、全共闘や社会主義学生同盟（社学同）や共産主義者同盟（共産同）内のML派（マルクス・レーニン主義派の略。ただし実際の思想としては毛沢東・林彪を支持していた）のスローガンとして使用されたことで知られ、東京大学の正門には毛沢東の肖像画とともにこの標語が掲げられていた時期もあった。日本の新左翼が自らの暴動やテロ活動を正当化するスローガンとして使われていた。
現在では社会主義や共産主義に限らず、「上の者に反抗（抵抗）するのには理由がある」という意味を表す言葉として使われる場合もある。